# Лайкенс, Джин
Джин Лайкенс (англ. Gene Elden Likens; род. 6 января 1935, Пирстон, Индиана) — американский лимнолог и эколог.
Член Национальной АН США (1981), Шведской (1988) и Датской (1994) королевских АН, а также Австрийской АН (2000), доктор философии.
Основатель (в 1983) Cary Institute of Ecosystem Studies и ныне его президент-эмерит, профессор Дартмута, Йеля, Корнелла, Ратгерского и Коннектикутского университетов, а также Университета штата Нью-Йорк в Олбани.
Удостоен Национальной научной медали (2001), лауреат Тайлеровской премии (1993) и премии «Голубая планета» (2003).
Вместе со своими коллегами стал первым, обнаружившим кислотность дождей в Северной Америке.

## Биография
Окончил как бакалавр зоологии Manchester College, где учился в 1955-57 гг. В Висконсинском университете в Мадисоне получил степени магистра и доктора философии, обе — по зоологии, занимался там для этого соответственно в 1957-59 и 1959-62 гг.
С 1982 года трудится в Корнеллском университете, с 1983 года адъюнкт-профессор кафедры экологии и эволюционной биологии.
В 1983—1993 годах вице-президент Нью-Йоркского ботанического сада и одновременно в те же годы директор Mary Flagler Cary Arboretum.
Также с 1983 года директор и одновременно с 1993 года президент Cary Institute of Ecosystem Studies (IES).
C 1984 года профессор Йельского университета и с 1985 года профессор Ратгерского университета, а также с 2003 года адъюнкт-профессор кафедры биологических наук Университета штата Нью-Йорк в Олбани и с 2004 года заслуженный исследовательский профессор кафедры экологии и эволюционной биологии Коннектикутского университета. Фелло Timothy Dwight College Йеля (с 1985 года).
В 2002 году президент American Institute of Biological Sciences.
Член Американской академии искусств и наук (1979) и International Water Academy (2003).
Автор более 580 работ, 25 книг.

## Награды и отличия
- Стипендия Гуггенхайма (1972—1973)
- G. Evelyn Hutchinson Award[англ.] (1982, первый удостоенный)
- Regents Medal of Excellence, University of the State of New York[англ.] (1984)
- ECI Prize[англ.] (1988)
- AIBS Distinguished Service Award, American Institute of Biological Sciences[англ.] (1990)
- Премия Тайлера (1993, совместно с F. Herbert Bormann[англ.])
- Australia Prize (1994)
- Naumann-Thienemann Medal, International Society of Limnology[англ.] (1995)
- Eminent Ecologist, Ecological Society of America[англ.] (1995)
- AIBS Lifetime Achievement Award, American Institute of Biological Sciences[англ.] (2000)
- Национальная научная медаль США (2001)[5]
- Премия «Голубая планета» (2003)
- A.C. Redfield Lifetime Achievement Award[англ.] (2014)[6]
- BBVA Foundation Frontiers of Knowledge Award (2016)[7]
- Медаль Бенджамина Франклина Института Франклина (2019)[8][9]

Почётный доктор альма-матер Manchester College (1979), Ратгерского университета (1985), Plymouth State University (1989), Университета Майами (1990) и др.